# Крюківський вагонобудівний завод
ПАТ «Крю́ківський вагонобудівни́й заво́д» (ПАТ «КВБЗ») — одне з найбільших і найстаріших машинобудівних підприємств в Україні, що спеціалізується на виробництві транспортних засобів, насамперед залізничного рухомого складу. Розташований у місцевості Крюків міста Кременчук Полтавської області.

## Особливості підприємства
З 2003 року розпочалося проєктування українського метропоїзда і виготовлення у 2005 році першого головного та проміжного вагонів. З 2006 року розпочато його випробування. 20 січня 2009 року почалася дослідна експлуатація поїзда на Сирецько-Печерській лінії Київського метрополітену. 22 березня 2010 року до Києва надійшов перший серійний поїзд для Київського метрополітену. Завод володіє сертифікатами якості ISO 9001 і AAR.

## Історія

### У Російській імперії
Фундамент під перші будівлі Крюківських головних вагонних майстерень Харківсько-Миколаївської залізниці був закладений у 1869 році. 15 червня 1898 року розпочався ремонт вантажних вагонів в ще недобуваних корпусах підприємства, а перші пасажирські вагони виготовлені 1 серпня 1900 року. На той час на заводі працювало 400 робітників, які забезпечували ремонт 120 вантажних та 20 пасажирських вагонів на місяць.

### Радянські довоєнні часи
Під час громадянської війни майстерні були занедбані. Станом на 1919 рік з шести великих корпусів були два закинуті й перетворені на «звалищні місця», в інших цехах працювало до половини верстатів. Було відсутнє паливо, матеріали, інструментарій. Виробництво відновлено було лише у 1921 році: випущено після ремонту 44 вагони першої категорії. В тому ж році для підготовки спеціалістів при Крюківських вагонних майстернях була відкрита школа фабрично-заводського учнівства з чотирирічним терміном навчання. Першим радянським начальником майстерень був Микола Абрамович Кожевников.
У 1923 році розпочався ремонт будівель цехів та обладнання. Зросла і чисельність робітників: якщо у 1922 році їх налічувалось 700 осіб, то у 1923 — вже 1100 осіб. Одночасно, у 1924—1925 роках, майстерні здійснювали ремонт 7304 вагонів. У 1925 році на заводі працювало 1591 робітник та 237 службовців, у тому числі 32 жінки. У 1926 році майстерні працювали з повним навантаженням. Внаслідок відновлення старого обладнання парк верстатів зріс на 10 %, з'явився пересувний паровий підйомний кран, створене електрозварювальне виробництво. У 1928 році одночасно з виконанням плану з ремонту вагонів, майстерні отримали завдання налагодити випуск 16-тонних критих вагонів з металевим каркасом.
6 березня 1930 року Постановою Ради праці та оборони № 13/466 Крюківські вагонні майстерні разом з п'ятнадцятьма іншими паровозо- та вагоноремонтними майстернями передані з підпорядкування НКШС у відання ВРНГ. У 1930 році була визначена спеціалізація підприємств на тривалий період. Крюківському вагонобудівному заводу (таку назву отримало підприємство у новому відомстві) як основна спеціалізація було визначено будівництво 22-тонних двовісних платформ. Перша платформа була виготовлена у листопаді 1930 року, а вже протягом 1934 року — 8 тисяч 20-тонних платформ, з яких 5 тисяч — з автоматичними гальмами. Щоденно виготовлялося 22 вагон, при цьому чисельність працівників підприємства збільшилася до 1020 осіб. Крім того, постановою колегії НКШС як основний тип вантажного вагона було визначено чотиривісні вагони вантажопідйомністю 60-70 тонн з механічним навантаженням і розвантаженням. Дніпродзержинський завод імені «Правди» освоїв випуск саморозвантажуємих вагонів-хоперів, Крюківський — саморозвантажувальних напіввагонів типу гондоли. У 1932 році розпочалася реконструкція Крюківського вагонобудівного заводу — був закладений новий ковальський цех, реконструйований такелажний. Одночасно завод освоював випуск першого в СРСР чотиривісного напіввагона вантажопідйомністю 60 тонн конструкції Петра Травина. Перший 60-тонний напіввагон був побудований на заводі 1 жовтня 1932 року, який успішно випробуваний на перегоні Крюків — Бурти.
У 1935 році Крюківський завод випустив понад 5900 платформ та 1800 вагонів. Завод займав друге місце серед вагонобудівних підприємств СРСР. У 1936 році завод продовжував нарощувати темпи виробництва: план випуску напіввагонів був збільшений в порівнянні з 1935 роком майже втричі — до 7000 одиниць. Чисельність працюючих на той час становила 1800 осіб.

### Радянсько-німецька війна
Через місяць після початку німецько-радянської війни, в середині липня 1941 року, розпочалася евакуація заводу в Перм. Перший ешелон прибув до Пермі 20 вересня 1941 року, де в стислі терміни було налагоджено виробництво оборонної продукції — фугасних авіаційних бомб. Після звільнення Кременчука від німецько-фашистських загарбників колектив заводу розпочав відбудову виробництва з відновленням  підприємства. 30 грудня 1943 року в Крюків прибула комісія з прийому вагонобудівного заводу на чолі з директором Я. Л. Литовським. Протягом 1944 року, одночасно з відбудовою підприємства, завод виконував замовлення 2-го Українського фронту, брав участь у відбудові залізничного мосту через Дніпро. До кінця року 1944 року на заводі відновлені ремонтно-механічний, інструментальний, ковальський, деревообробний, механічний цехи загальною площею 10 тис. м², головна контора, їдальня, лазня; відремонтовано 41 верстат, 27 електромоторів, 15 зварювальних апаратів. Організована школа ФЗО на 400 учнів і вечірній механічний технікум на 200 осіб. На той час чисельність робітників заводу складала 1800 осіб. У 1945 році КВБЗ приступив до серійного виробництва 60-тонних напіввагонів: урочиста закладка першого напіввагона відбулася 21 листопада, а 28 листопада 1945 року вагон № 104 0731 зійшов з потоку.

### Післявоєнний час
У 1948 році КВБЗ повністю відновив довоєнні обсяги випуску продукції. Швидко відбувалось подальше нарощування виробничих потужностей, вводилися в дію нові цехи та підрозділи. У 1954—1955 роках за завданням Міністерства транспортного машинобудування відділом головного конструктора заводу був спроєктований чотиривісний напіввагон типу гондоли вантажопідйомністю 40 тонн для перевезення вугілля, руди, лісоматеріалів, металу, обладнання, а також навалювальних вантажів. Перший 40-тонний вагон був побудований у 1956 році. Тоді ж було розпочато виробництво 93-тонних напіввагонів, конструкція яких була відзначена золотою медаллю на Всесвітній промисловій виставці в Брюсселі у 1958 році. Напіввагон був розроблений у двох варіантах: з гальмівною будкою і ручним гальмом та без них. Вперше в СРСР на цьому вагоні для полегшення праці вантажників використовувався торсіонний механізм. Нові вагони за технічними характеристиками значно перевищували існуючі на той час чотиривісні аналоги і дозволяли формувати поїзди до 8 тисяч тонн без переробки станційних колій. Тривісний візок цих вагонів став основою для випуску важких 6-ти і 8-вісних вагонів на інших заводах.
У 1959 році в Крюкові спроєктований новий 90-тонний саморозвантажуваний напіввагон для перевезення вугілля та інших сипучих вантажів. У 1960 році побудований 100-тонний напіввагон для перевезення залізної руди. У тому ж році завод отримав завдання розпочати виробництво вагонів для перевезення цементу, дослідний зразок якого був випробуваний у 1963 році.
У 1963 році Крюківський завод освоїв виробництво мостових кранів, у 1966 році — цільнометалевих вагонів бункерного типу для безтарного перевезення зернових, бобових та інших аналогічних вантажів.
Відбувалося введення в дію нових виробничих потужностей і напівавтоматичних ліній, зварювальні та заготівельні виробництва, нарощувався конструкторсько-технологічний потенціал, який перетворив у 1970-х роках Крюківський вагонобудівний завод у високотехнологічне, широкопрофільне базове підприємство вагонобудівного виробництва країни. З того часу підприємство значно удосконалило свою роботу, розширивши не лише номенклатуру та кількість виробленої продукції, а й напрямки виробництва.

### У Незалежній Україні
КВБЗ — багатопрофільне підприємство з повним циклом — від генерованої конструкторської ідеї до виготовлення готової продукції, є центром розробки найсучасніших технологій, завдяки чому займає провідні позиції не тільки в Україні, але й далеко за її межами. У 2013 році Крюківський вагонобудівний завод посів 10-те місце у рейтингу підприємств високотехнологічного машинобудування України за рівнем управлінських інновацій. Основною програмою роботи заводу є розробка та виробництво магістральних пасажирських і вантажних вагонів різних типів, вантажівок, запасних частин, колісних пар, залізничних коліс, метрополітенів, дорожньо-будівельної техніки, ескалаторів тощо.
Організація веде активні роботи зі створення вагонів поїздів метрополітену на асинхронному тяговому приводі, які мають замінити звичайні поїзди.
У серпні 2001 року завод випустив перший пасажирський вагон, у 2002 році введенно в серійний випуск пасажирських вагонів.
12 липня 2002 року заводом було випущено перший швидкісний поїзд українського виробництва («Столичний експрес»), який складається з локомотива та вагонів моделі 61-779 з кріслами для сидіння, що розпочав курсувати у сполученні Київ — Харків.
У 2014 році на заводі було розроблено технічні завдання на виготовлення приміських електропоїздів змінного струму ЕКр3 та ЕКр4 — постійного струму. Їх концепція базувалася на конструкції вагонів дизель-поїзда ДПКр2, який вже декілька років успішно експлуатується на маршрутах Львівської залізниці. Враховуючи досвід його експлуатації та вимоги тендера Укрзалізниці на дизель-поїзди, у конструкцію ДПКр-3 вагонобудівники внесли низку змін, максимально прийнятних для рухомого складу, що працює у регіональному сполученні. Крім того, поїзди для мережі як змінного, так і постійного струму планується максимально уніфікувати. Завдяки такій концепції підприємство зможе максимально звузити номенклатуру запасних частин, створити спільну конструкторську документацію та єдину ремонтну базу ходових частин і обладнання кузова.
На початку 2018 року «Укрзалізниця» уклала угоду  американською компанією «General Electric» про спільне виробництво рухомого складу на суму 1 млрд доларів. Відповідно до домовленостей, співробітництво передбачало декілька етапів. На першому етапі «General Electric» постачало АТ «Укрзалізниця» 30 дизельних локомотивів ТЕ33А Evolution. Запланований термін поставки був — жовтень 2018 року — І квартал 2019 року. Передбачалося, що із суми 1 млрд доларів близько 400—450 млн доларів отримають саме українські виробники.
Серед українських підприємств, які співпрацює з «General Electric» — Крюківський вагонобудівний завод, який веде спільне виробництво та організоване великовузлове складання локомотивів.
У січні-червні 2018 року, в порівнянні з відповідним періодом 2017 року, завод збільшив випуск вантажних вагонів на 69 %. У кількісному показникові це зростання складало на 706 вантажних вагонів, тобто до 1728 одиниць.
У липні 2018 року «Укрзалізниця» провела тендер на придбання 53 нових пасажирських вагонів загальною вартістю 2,6 млрд гривень, в якому перемогу отримав Крюківський завод. За умовами тендеру до 1 липня 2019 року він мав поставити для «Укрзалізниці» 21 купейний вагон, 20 купейних вагонів типу «СВ», 11 вагонів з купе начальника поїзда, 2 купейних вагони для міжнародних пасажирських перевезень. За результатами тендеру підприємство протягом 2018—2019 років повинно було виготовити шість дизель-поїздів ДПКр-3, які складається з трьох вагонів — проміжного немоторного 63-7084А, головного моторного 63-7083А та головного моторного 63-7083А-01, обладнаного для перевезення пасажирів в інвалідних кріслах. Вартість одного поїзда складала 176,97 млн гривень. Доставка поїздів відбулася до «Моторвагонного депо Тернопіль» регіональної філії «Львівська залізниця».
У жовтні 2018 року стало відомо, що завод має намір виготовляти електровози разом із французькою компанією Alstom (KZ8A, KZ4A).
Завод випустив свій 600-й пасажирський вагон. Він був побудований в числі перших восьми пасажирських вагонів, вироблених підприємством у 2018 році, і отримав відповідну ювілейну табличку. Збірку першого пасажирського вагона тут завершили 10 серпня 2001 року. 31 січня 2006 року було передано в експлуатацію вагон моделі 61-779 під номером 100. У 2007 році було споруджено 200-й пасажирський вагон КВБЗ. Вагон під № 300 довелося чекати три роки, який покинув цех заводу лише у жовтні 2010 року. Разом з тим 2008 рік став рекордним для Крюківського вагонобудівного заводу за кількістю випущених пасажирських вагонів — загалом 107 одиниць. 400-й вагон був виготовлений 23 грудня 2011 року, 500-й — 16 квітня 2013 року, 600-й вагон закінчили збирати у жовтні 2018 року. Його інтер'єр і значна частина деталей зроблені на КВБЗ, вагон обладнаний новими візками моделі 68-7115, є однією з одиниць контракту з Укрзалізницею на постачання 54 пасажирських вагонів.
У грудні 2018 року на потоці корпусу вантажного вагонобудування Крюківського вагонобудівного заводу склали 10-тисячний вагон-хопер для перевезення зерна. З нагоди випуску 10-тисячного зерновоза 12 грудня у колективі корпусу вантажного вагонобудування відбулися урочистості.
У листопаді 2019 року завод отримав дозвіл на серійне виробництво нових вагонів-платформ моделі 13-7133 і 13-7133-01 на візках моделі 18-7055 з осьовим навантаженням 23,5 тс.

## Продукція
| Тип продукції                          | 2010 рік  | 2011 рік  | 2012 рік  | 2013 рік  | 2014 рік   | 2015      | 2016 рік  | 2017 рік  | 2018     | 2019     |
| -------------------------------------- | --------- | --------- | --------- | --------- | ---------- | --------- | --------- | --------- | -------- | -------- |
| вантажні вагони, шт                    | ▲ 9090    | ▲ 10 750  | ▲ 11 005  | ▼ 5316    | ▼ 2406     | ▼ 410     | ▲ 1576    | ▲ 2013    | ▲ 3686   | ▲ 5237.  |
| пасажирські вагони, шт                 | ▲ 38      | ▼ 28      | ▲ 69      | ▲ 74      | ▼ 1        | ▼ 0       | ▲ 9       | ▲ 50      | ▼ 8      | ▲ 18     |
| вагони метрополітену, шт               |           | ▲ 25      |           |           |            | ▲ 5       |           |           |          |          |
| модернізація вагонів метрополітену, шт |           |           |           | ▲ 5       | ▲ 90       | ▼ 25      |           | 15        |          |          |
| локомотиви, шт                         |           |           |           |           |            |           |           |           |          | ▲ 15     |
| чистий прибуток (збиток), млн грн      | ▲ 298,624 | ▲ 680,222 | ▲ 780,567 | ▼ 339,377 | ▼ -347,572 | ▼ -416,73 | ▲ -112,85 | ▲ 257,085 | ▲ 487,25 | ▲ 313,41 |
| кількість працівників, чол.            | ▲ 7806    | ▲ 8425    | ▲ 8902    | ▼ 7865    | ▼ 6846     |           | ▼ 5528    | ▼4 979    | ▲5096    |          |

У 2012 році підприємством було побудовано два швидкісних двосистемних дев'ятивагонних електропотяга ЕКр1 «Тарпан», у 2014 році — сучасний пасажирський дизель-поїзд  ДПКр2 в єдиному екземплярі, у 2019 році розпочався випуск регіональних тривагонних дизель-поїздів ДПКр3 (на початок 2022 року збудовано 4 одиниці).

### Вагонобудування

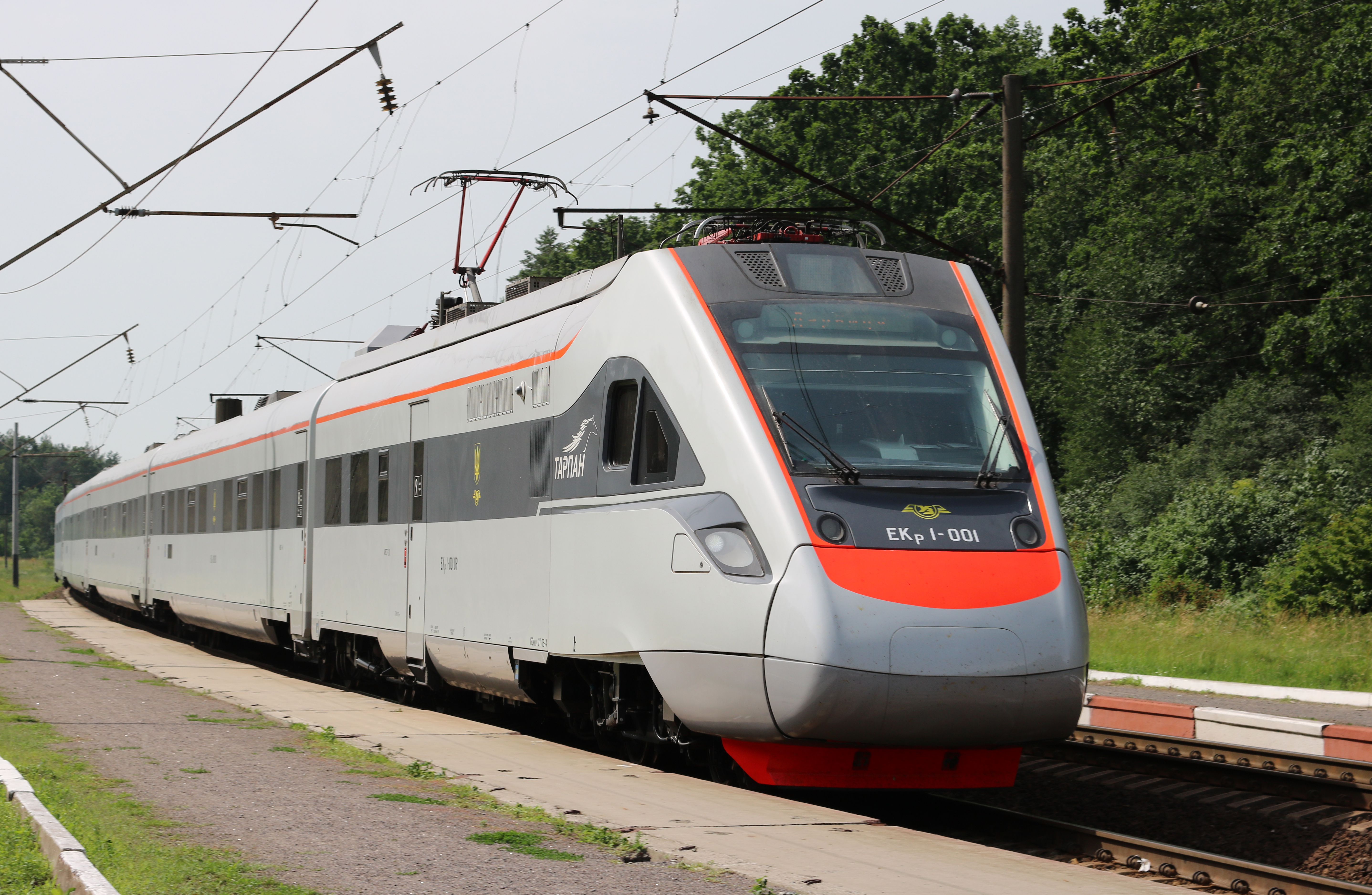
Швидкісний міжрегіональний двосистемний електропоїзд ЕКр1 «Тарпан»
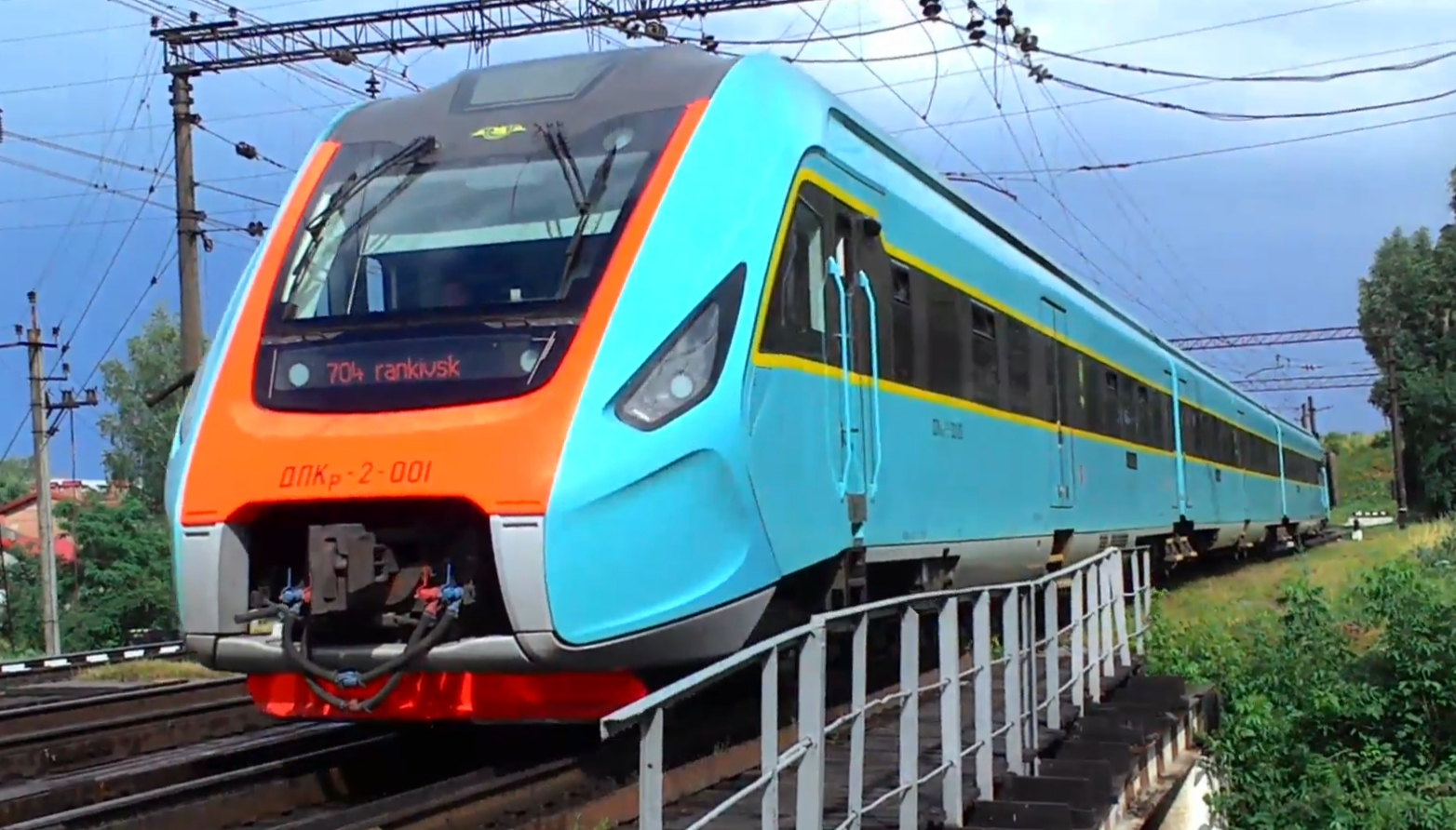
Дизель-поїзд ДПКр2
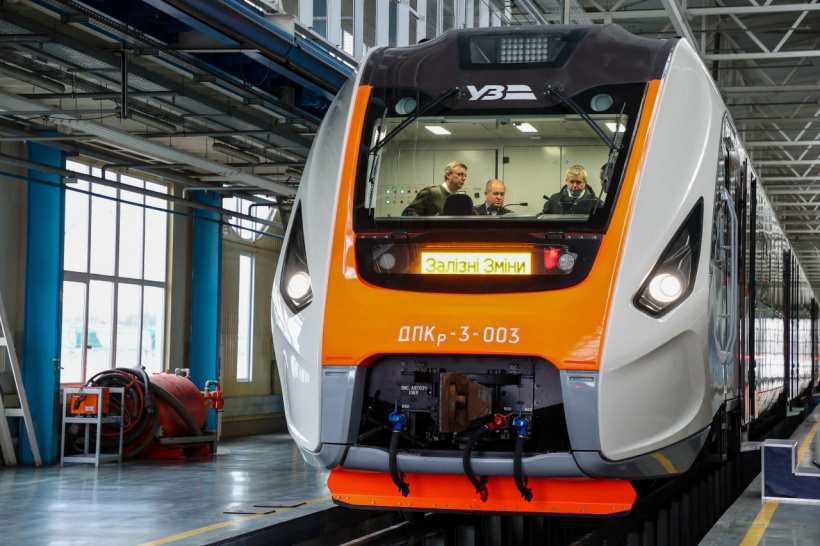
Дизель-поїзд ДПКр3

#### Вантажне вагонобудування
- Напіввагони
- Бункерні вагони
- Вагони-платформи
- Криті вагони
- Вагони-цистерни
- Візки, колісні пари, запасні частини.

#### Пасажирське вагонобудування

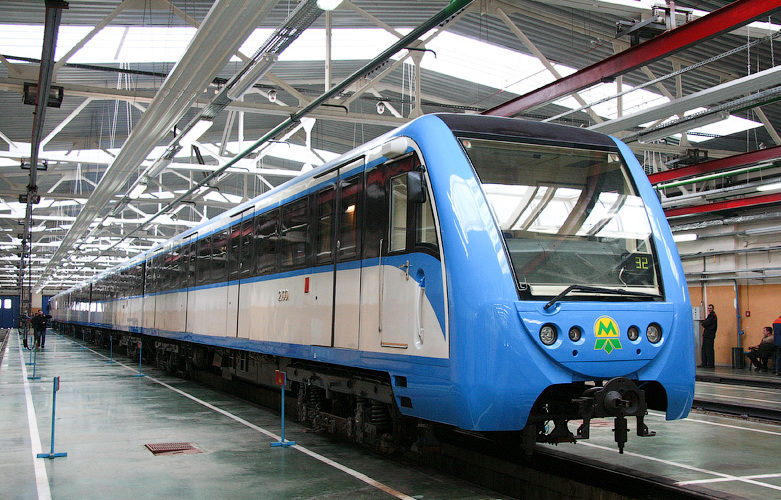
Вагон метро 81-7021/7022

На КВБЗ створена лінійка пасажирських вагонів усіх типів: плацкартні, купейні, спальні, вагони з місцями для перевезення інвалідів, вагони-ресторани, вагони для міжнародних перевезень габариту RIC, вагони відкритого типу для швидкісних міжрегіональних перевезень класу «Інтерсіті» та «Інтерсіті+».
Загалом освоєно й поставлено на виробництво 48 моделей та модифікацій пасажирських вагонів, 29 моделей і модифікацій ходових частин до них:
- Пасажирські вагони серії 779;
- Пасажирські вагони серії 788;
- Пасажирські вагони для міжнародного сполучення габариту «RIC» моделі 61-7034[38][39];
- Міжрегіональні поїзди локомотивної тяги постійного формування[40][41][42];
- Швидкісні міжрегіональні двосистемні електропоїзди ЕКр1[43][44][45][46];
- Дизель-поїзд ДПКр-2[47];
- Дизель-поїзди ДПКр-3;
- Візки, колісні пари, запасні частини;

#### Продукція для метрополітенів
- Вагони метрополітену;
- Візки, колісні пари, рами візків метро, запасні частини;
- Ескалатори (поверхові, тунельні).

### Машинобудування
- Автогрейдери;
- Спеціальна інженерна техніка: мінний загороджувач, самохідний пором;
- Контейнери роликові та ковшові.